# Вилхелм фон Щолценберг
Вилхелм цу Щолценберг (на немски: Wilhelm, Raugraf zu Altenbaumberg; * пр. 1344; † между 1 февруари и 31 декември 1358) е рауграф на Щолценберг, Алтенбаумберг и Зимерн.

## Произход
Той е син на рауграф Георг II фон Щолценберг-Зимерн († 6 юли 1350) и съпругата му Маргарета фон Катценелнбоген († сл. 3 януари 1336), вдовица на Готфрид I фон Шлюселберг († 5 юни 1308), дъщеря на граф Вилхелм I фон Катценелнбоген († 1331) и Ирмгард (Юта) фон Изенбург-Бюдинген († 1302/1303), дъщеря на Лудвиг фон Изенбург-Клееберг.
Brat e na рауграф Георг фон Щолценберг († 26 декември 1338) и рауграф Филип II фон Щолценберг († пр. 8 септември 1377)

## Фамилия
Първи брак: през 1344 г. с Елизабет фон Лайнинген († 1345), дъщеря на граф Фридрих VI фон Лайнинген († 1342) и Юта фон Изенбург-Лимбург(† сл. 1335). Бракът е бездетен.
Втори брак: между 25 ноември и 28 декември 1346 г. с Кунигунда фон Спонхайм-Боланден († март 1400), дъщеря на граф Филип фон Спонхайм-Боланден († 1338) и Елизабет фон Катценелнбоген († 1338). Бракът е бездетен.
Вдовицата му Кунигунда фон Спонхайм-Боланден се омъжва втори път на 19 юни 1365 г. за граф Лудвиг XI фон Ринек († 29 март 1408).

## Галерия
- Замъкът Щолценберг в Бад Зоден, Хесен
- Алтенбаумберг, пр. 1629